# Moreilândia
Moreilândia är en kommun i Brasilien.   Den ligger i delstaten Pernambuco, i den östra delen av landet, 1 300 km nordost om huvudstaden Brasília. Antalet invånare är 11 137.
Omgivningarna runt Moreilândia är huvudsakligen savann. Runt Moreilândia är det glesbefolkat, med 17 invånare per kvadratkilometer.